# Universität für Politikwissenschaft und Recht Nordwestchinas

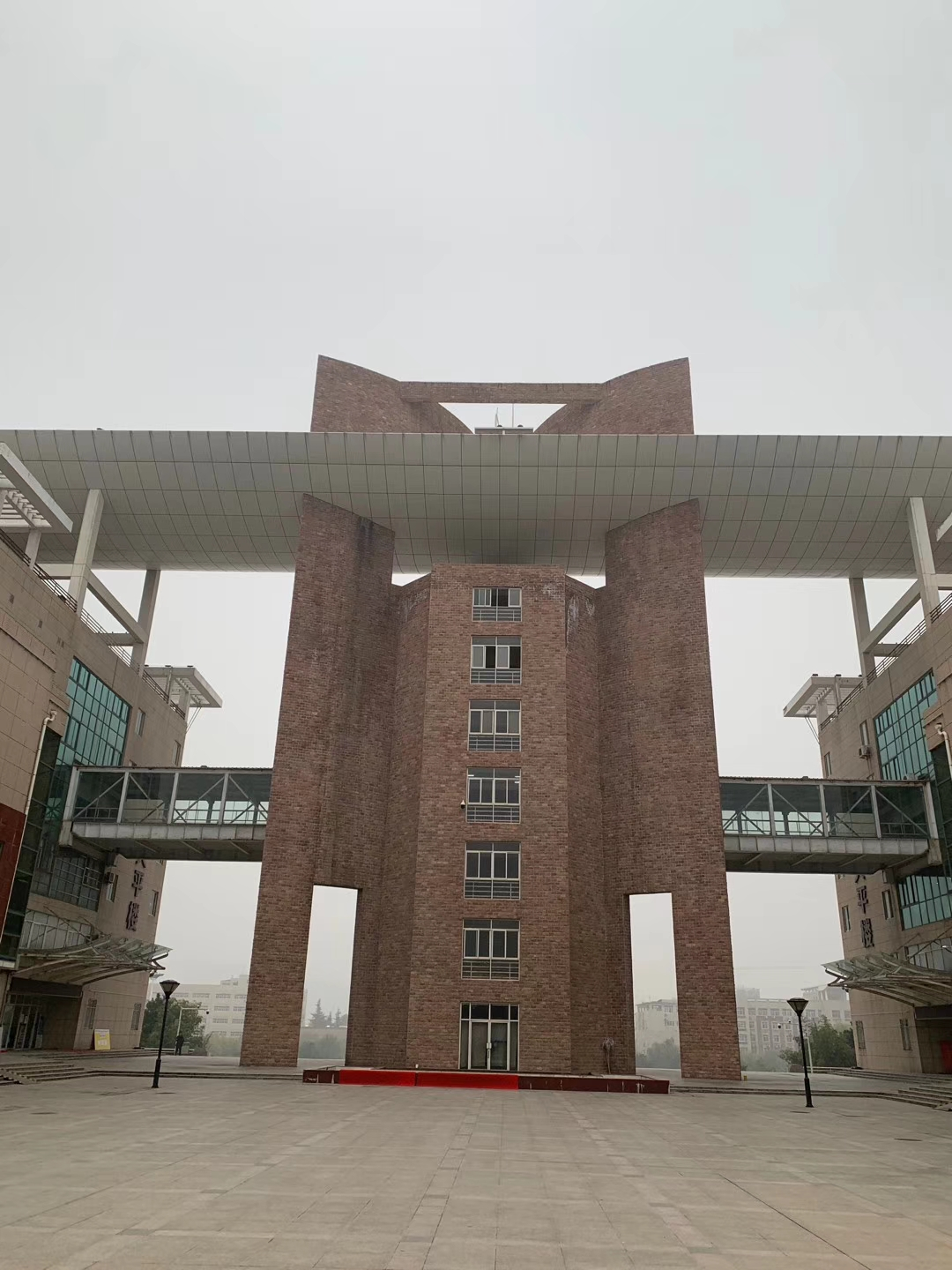
Universität für Politikwissenschaft und Recht Nordwestchinas

Die Universität für Politikwissenschaft und Recht Nordwestchinas (chinesisch 西北政法大学, Pinyin Xīběi Zhèngfǎ Dàxué, englisch Northwest University of Politics and Law) (Abk.: NWUPL) ist eine Universität in Xi’an, der Hauptstadt der Provinz Shaanxi im Nordwesten der Volksrepublik China.
Vor 2006 hieß sie Hochschule für Politikwissenschaft und Recht Nordwestchinas (chinesisch 西北政法学院, Pinyin Xīběi Zhèngfǎ Xuéyùan, englisch Northwest Institute of Politics and Law). Sie wurde 1937 gegründet und ist eine der ältesten Bildungsinstitutionen für Politik- und Rechtswissenschaften in der Volksrepublik China.